# Republikanischer Anwältinnen- und Anwälteverein
Der Republikanische Anwältinnen- und Anwälteverein (RAV) ist eine Vereinigung von Juristen, die sich im Jahr 1979 gegründet hat. Der Sitz des eingetragenen Vereins ist Berlin. Seine Geschäftsstelle befindet sich seit Oktober 2024 im Mehringhof und war zuvor im Haus der Demokratie und Menschenrechte. Gründungsmitglieder waren unter anderem Klaus Eschen, Rupert von Plottnitz, Ulrich K. Preuß, Fritz Sack, Otto Schily, Hans-Peter Schneider, Rudolf Schöfberger, Gerhard Schröder und der erste Vorsitzende des Vereins Werner Holtfort. Der RAV sieht sich als politische Interessenvertretung, deren Anliegen es ist, „den Vorrang der Menschen- und Bürgerrechte gegenüber den Interessen staatlicher und wirtschaftlicher Institutionen“ zu sichern und herzustellen. Der Verein versteht sich als Teil der Bürgerrechtsbewegung und der neuen Sozialen Bewegungen. Aufgabe ist der „Kampf um die freie Advokatur und um ein demokratisches Recht“.

## Struktur
Vorstand
- Vorsitzende: Angela Furmaniak, Rechtsanwältin, Lörrach
- Stellvertretende Vorsitzende: Anna Gilsbach, Rechtsanwältin, Berlin

Ehemaliger Bundesvorsitzender ist Wolfgang Kaleck.
Weitere Vorstandsmitglieder
- Berenice Böhlo, Rechtsanwältin, Berlin
- Giulia Borsalino, Rechtsanwältin, Leipzig
- Anna Busl, Rechtsanwältin, Bonn
- Antonella Giamattei, Rechtsanwältin, München
- Benjamin Hersch, Rechtsanwalt, Berlin
- Franziska Nedelmann, Rechtsanwältin, Berlin
- Philipp Schulte, Rechtsanwalt, Berlin
- Peer Stolle, Rechtsanwalt, Berlin

Geschäftsführer
- Lukas Theune, Rechtsanwalt, Berlin, zuvor Ursula Groos, Berlin
- Mitarbeiterin: Sigrid von Klinggräff

## Selbstverständnis und Aktivitäten
Nach eigener Beschreibung tritt der Verein ein:
- gegen „ständige Verschärfung des Straf- und des Strafprozessrechts“
- gegen „Polizeigewalt und die ständige Ausweitung polizeilicher Befugnisse“
- gegen „ein rassistisches Asyl- und Ausländerrecht“
- für „die Wahrung der Rechte von Minderheiten“
- für „menschenwürdige Lebens- und Arbeitsbedingungen“

Der RAV gibt mit verschiedenen anderen Bürgerrechtsorganisationen den Grundrechte-Report heraus. Der RAV selbst veröffentlicht „zwei bis drei Mal im Jahr“ einen Informationsbrief für seine Mitglieder in gedruckter Form, die Beiträge werden regelmäßig auch auf der Website des RAV öffentlich zugänglich gemacht.

### G8-Gipfel
Während des G8-Gipfels in Heiligendamm 2007 waren Mitglieder des RAV Teil eines Legal Teams, eines Zusammenschlusses von Anwälten, der die Demonstrationen beobachtete und die Funktion eines vereinseigenen anwaltlichen Notdienstes bei den Demonstrationen rund um den Gipfel übernahm. Nach dem Gipfel erstattete der RAV Anzeige wegen zum Teil unmenschlicher Behandlung von Gefangenen und beklagte den Einsatz von Zivilpolizisten als Agents Provocateurs. Das Legal Team wurde für „seine herausragenden Verdienste um die Durchführung eines anwaltlichen Notdienstes“ von der Arbeitsgemeinschaft Strafrecht des Deutschen Anwaltvereins (DAV) mit dem Preis „pro reo“ geehrt. Im Dezember 2007 erhielt das Legal-Team für diesen Einsatz außerdem die Carl-von-Ossietzky-Medaille des Berliner Vereins Internationale Liga für Menschenrechte.

### G20-Gipfel
Auch beim G20-Gipfel in Hamburg 2017 bot der RAV einen anwaltlichen Notdienst für festgenommene Demonstranten an und verkündete bereits im Vorfeld, sich der „Hamburger Linie“ von Hartmut Dudde konsequent entgegenzustellen. Die Hamburger Polizei ließ später verlauten, der Verein stehe „gefährlich weit links“. Ein Kuriosum, da Hamburgs damaliger Bürgermeister Olaf Scholz selbst Mitglied im Verein ist.

## Mitgliedschaften
Der RAV ist in folgenden Organisationen Mitglied:
- IALANA (Juristinnen und Juristen gegen atomare, biologische und chemische Waffen)
- Zentralstelle KDV (Zentralstelle für Recht und Schutz der Kriegsdienstverweigerer aus Gewissensgründen, aufgelöst 2014)
- EDA (Europäische Demokratische Anwälte)
- Holtfort-Stiftung